# يوجين جاي مارتن
يوجين جاي مارتن (بالإنجليزية: Eugene J. Martin)‏ هو رسام أمريكي، ولد في 24 يوليو 1938 في واشنطن العاصمة في الولايات المتحدة، وتوفي في 2005 في لافاييت في الولايات المتحدة.